# Angeville

Angeville este o comună în departamentul Tarn-et-Garonne din sudul Franței. În 2009 avea o populație de 205 de locuitori.

## Evoluția populației
| An        | 1975 | 1982 | 1990 | 1999 | 2006 | 2009 |
| --------- | ---- | ---- | ---- | ---- | ---- | ---- |
| Populație | 133  | 138  | 165  | 169  | 183  | 205  |